# Poliosia punctivena
Poliosia punctivena là một loài bướm đêm thuộc phân họ Arctiinae, họ Erebidae.